# Einheit Josef
Einheit Josef (nebo Antipartisaneneinheit Josef, také Einheit Jozef Slowakei 232) byla speciální protipartyzánská jednotka pravděpodobně zřízená na Slovensku 6. října 1944. Byla součástí SS-Stíhacího svazu Slovensko (SS-Jagdeinsatz Slowakei). Velitelem jednotky byl SS-Obersturmführer dr. Walter Pawlofski, rodák z Horního Benešova, absolvent pražské filosofické fakulty německé univerzity. Jeho zástupcem byl SS-Untersturmführer ing. Kurt Werner Tutter, pražský rodák, strojní inženýr (po válce ve službách Státní bezpečnosti, působil jako agent v Západním Německu).
Tato jednotka byla určena především k diverzním a zpravodajským úkolům v týlu nepřítele. Byla složena většinou ze slovenských Němců, příslušníků slovenské domobrany (tzv. Heimatschutz Slowakei), ale také Slováků, především z členů Hlinkovy mládeže. Speciální výcvik probíhal zpočátku v Sekulích a od 5. do 30. října 1944 společně s jednotkou Edelweiss v Rarborku u Malacek. Příslušníci používali civilní oděv pro simulaci partyzánského života a slovenské armádní uniformy. Seznam příslušníků oddílu čítá 102 osob a je doložen z archivu. Po výcviku u Malacek bylo podle archívního údaje dobře vycvičeno asi 80 Slováků této skupiny. Od února 1945 nedokončili v okolí Zvolena zpravodajskou operaci Schwein a posléze operaci Stier a další nepovedené záškodnické akce.
Jednotka zavraždila 8. listopadu 1944 celkem 21 lidí v Šipkově, přičemž byli oblečeni jako partyzáni a povstalečtí vojáci. Poté, co zabili tři civilisty a tři partyzány, zabili i pět pastevců, kteří byli svědky těchto vražd. Jednotka těla naházela do koliby, přičemž zaminovala její vstup. Když se do ní chtělo dostat šest místních civilistů, byli zabiti při explozi. Během jejich pohřbu fašisté zatkli čtyři civilisty, svázali je, zavřeli do skříní naplněných senem a polili benzinem a zaživa upálili.
Vraždění pokračovalo v Nemečkách, Zlatníkách a na Pustém hradě. Zde jednotka vymyslela specialitu, když umístila nálože na krky obětí a odpalovali jim hlavy. Mezi těmito pěti oběťmi byla žena, jedna dívka a příslušník 2. čs. parabrigády. Jednotka Einheit Josef povraždila na Slovensku prokazatelně nejméně 44 lidí, kteří skončili v pěti masových hrobech.
V březnu 1945 se jednotka převážně Slováků přemístila do oblasti Púchova do obce Střeženice. Odtud byla vyslána četa k infiltraci partyzánského odboje v pohraničí. Během 20. března až 3. dubna byla jednotka přemístěna do Třeště u Jihlavy, kde působila proti partyzánům. Poté se jednotka Einheit Josef rozdělila na tři části. Jedna četa (asi 20 až 25 osob) se přemístila na Moravu do zámečku ve Vizovicích. Další četa zůstala v Třešti a zbytek byl odvelen do Prahy. Ve Vizovicích již byla mnohem početnější jednotka SD ZbV 31 Obst. Ericha Wieneckeho, která společnými silami vypálila 19. dubna Ploštinu a 23. dubna Prlov. I zde si získala jednotka Jozef pověst svoji nelidskou bezohledností, krutostí a bestialitou na civilním obyvatelstvu.
Velitelem roty byl český por. SS Valko, jeho zástupcem a velitelem první čety slovenský por. SS Mattel. Druhou četu vedl německý četař Max Roschik a další četě velel čet. Barčay Albrecht. Po vypálení Prlova byla četa Einheit Jozef umístěná ve Vizovicích dne 25. 4. 1945 rozpuštěna.